# Pheidole gagates
Pheidole gagates (лат.) — вид муравьёв рода Pheidole из подсемейства Myrmicinae (Formicidae). Новый Свет.

## Распространение
Южная Америка: Перу (Cuzco Amazónico), Эквадор (Yasuni National Park, Puerto Tipugini).

## Описание
Мелкие земляные мирмициновые муравьи, длина около 2—3 мм, первый тергит частично шагренированный, тело одноцветное темно-коричневое, у рабочих почти чёрное (характерные для рода большеголовые солдаты немного крупнее рабочих). Проподеум с двумя шипиками. Затылочный край головы солдат вогнутый. Усики рабочих 12-члениковые с 3-члениковой булавой. Ширина головы крупных солдат — 0,92 мм (длина головы — 0,96 мм). Ширина головы мелких рабочих 0,46 мм, длина головы 0,56 мм, длина скапуса — 0,68 мм. Стебелёк между грудкой и брюшком состоит из двух члеников: петиолюса и постпетиолюса (последний четко отделен от брюшка). Pheidole gagates относится к видовой группе Pheidole diligens Group и сходен с видами Pheidole anima и Ph. diligens, Ph. mooreorum, Ph. nubila, Ph. piceonigra, Ph. radoszkowskii, Ph. stigma, Ph. triconstricta, Ph. venatrix и Ph. zelata, но отличается отсутствием волосков на груди и стебельке, мелкопунктированным телом и сглаженной скульптурой головы. Вид описан в 2003 году американским мирмекологом профессором Эдвардом Уилсоном и назван Ph. gagates по признаку чёрной блестящей поверхности тела.